# Agadem
Agadem ist eine Sahara-Oase in Niger mit rund 500 Einwohnern.

## Geographie
Agadem befindet sich am Südrand der Großen Sandwüste von Bilma in der Wüste Ténéré und gehört zum Gemeindegebiet von N’Gourti in der Region Diffa. Die Oase liegt auf einer Höhe von 350 m. Trotz ihrer geringen Einwohnerzahl ist sie auf vielen Globen und Atlanten verzeichnet.
Die Felsen bei Agadem stammen wie jene des weiter südwestlich gelegenen Termit-Massivs aus dem Tertiär. Das ganze Gelände ist weiträumig versalzen. Die Salzschicht erinnert beim Begehen oder Befahren an splitterndes Glas. Die wenigen Dattelpalmen werden zur Erntezeit von Nomaden abgeerntet. Ein Brunnen liefert Wasser von schlechter Qualität. In der Umgebung leben vereinzelt Dorkasgazellen und Mendesantilopen.

## Geschichte

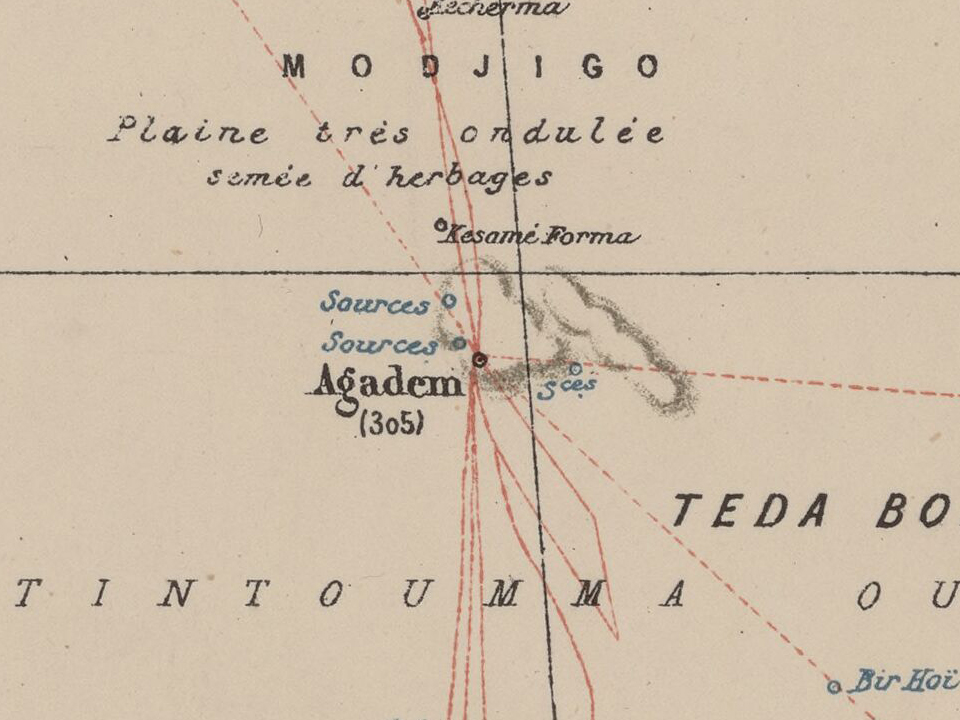
Ausschnitt einer Karte von 1903 mit Agadem im Zentrum

Die Oase wurde im 19. Jahrhundert von mehreren europäischen Afrikaforschern besucht. Die Briten Hugh Clapperton, Dixon Denham und Walter Oudney erreichten Agadem Anfang 1823 bei ihrer Sahara-Durchquerung. Ihnen zufolge handelte es sich um ein fruchtbares Tal mit Hunderten Gazellen und um einen beliebten Treffpunkt von gewalttätigen Plünderern aller Art. Im Jahr 1855 hielt sich der Deutsche Heinrich Barth hier auf und hob die Bedeutung der Oase für Karawanen hervor. Der Deutsche Gerhard Rohlfs beschrieb seine 1866 hier verbrachten Abende als die angenehmsten im Zuge seiner Sahara-Durchquerung. Im Jahr 1870 wurde Agadem vom Deutschen Gustav Nachtigal besucht.

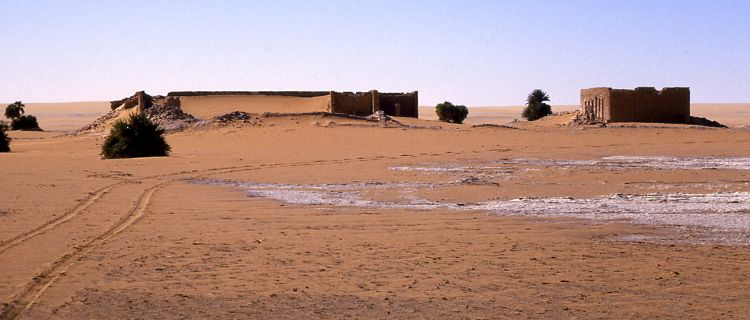
Franzosenfort in Agadem (1986)

Zu Kolonialzeiten befand sich hier ein französisches Fort, das heute verfallen und nahezu von Sand verschüttet ist. In der französischen Kolonialzeit wurde Agadem zunächst dem 1907 geschaffenen Kreis Bilma zugeordnet, 1954 fiel es an N’Guigmi. Im Jahr 1986 führte die Rallye Dakar über Agadem.

## Bevölkerung
Laut Volkszählung 2012 hat der Ort 487 Einwohner, die in 62 bäuerlichen Haushalten leben. Bei der Volkszählung 2001 hatte Agadem 218 Einwohner in 39 Haushalten.

## Wirtschaft und Infrastruktur
Hier verläuft die extrem schwierige Piste Bilma – Zoo Baba – Dibella – Agadem – N’Gourti – N’Guigmi – Diffa. Die Piste entspricht einer Jahrhunderte alten Route für den Karawanenhandel. In Agadem treffen weitere aus dem Süden kommende Karawanenrouten zusammen: eine führt über Tesker nach Birni Kazoé, eine über Kossotori nach Boutti und eine nach Rig Rig im Nachbarland Tschad.
Mit einem Centre de Santé Intégré (CSI) ist ein Gesundheitszentrum im Dorf vorhanden. Es gibt eine Schule.

## Agadem-Ölfeld
Der China National Petroleum Company (CNPC) gelang es 2011 Ölfelder an der Grenze zu Tschad zu erschließen. 2012 flossen 20.000 Barrel pro Tag. Der Bau der Niger-Benin-Pipeline zum Tiefseehafen Sèmè Kraké bei Porto-Novo war im März 2023 zu 70 % abgeschlossen. Da die derzeitige Grenzproduktion auf 20.000 bpd geschätzt wird, sollte Niger seine Produktionskapazität auf 110.000 bpd erhöhen. Eigentümer des Feldes sind CNPC (zu 2/3), CPC und die Regierung von Niger.